# Propagandia
Propagandia es una película documental del activista, periodista y cineasta ecuatoriano Carlos Andrés Vera del año 2018. Trata de la propaganda durante el gobierno de Rafael Correa, de la supresión de la libertad de la prensa y acusaciones de fraude electoral a favor de Lenín Moreno. Fue estrenada en el Festival Internacional de Cine Documental Encuentros del Otro Cine (Edoc) en Quito en mayo de 2018. En la película se ven entrevistas con, entre otros, Ana Paula Romo, Santiago Roldós, Jorge Ortiz, Martha Roldós, César Montúfar, Guillermo Lasso y Eduardo Valencia. El director dice de su obra que “tiene una postura política y de activismo”. Había polémica sobre el hecho que cadenas de cine no querían mostrar la documental por su crítica al gobierno pero al final la cadena Cinemark decidió mostrarla.